# Hà Phương (nhạc sĩ)
Hà Phương (sinh năm 1938) là một nhạc sĩ được biết đến nhiều với dòng nhạc trữ tình mang âm hưởng dân ca Nam Bộ từ trước 1975 đến nay. Ngoài "Bông điên điển" và "Em về miệt thứ", ông nổi tiếng nhất với bộ ba tác phẩm về mưa là "Mưa đêm tỉnh nhỏ", "Mưa qua phố vắng", "Mùa mưa đi qua". Cũng từ đây mà ông đôi khi được gọi là "ông hoàng mưa". Hà Phương được xem là một nhạc sĩ gạo cội của dòng nhạc bolero ở Việt Nam.

## Cuộc đời
Hà Phương tên thật là Dương Văn Lắm, còn có bút danh khác là Du Uyên, sinh năm 1938 tại huyện Chợ Gạo, tỉnh Mỹ Tho (nay là tỉnh Tiền Giang). Năm 7 tuổi, ông theo gia đình đến sinh sống tại thị xã Mỹ Tho (thành phố Mỹ Tho ngày nay). Năm 19 tuổi, ông được học nhạc với nhạc sĩ Lâm Tuyền và học dự thính trường Quốc gia Âm nhạc Sài Gòn. Hai năm sau, ông về dạy nhạc cho Trường trung học Bình Phước ở Tầm Vu - Long An, sau đó về dạy nhạc tại Trường trung học Đốc Binh Kiều, huyện Cai Lậy, tỉnh Tiền Giang và bắt đầu sáng tác. Bài hát đầu tiên "Đường khuya" được sáng tác vào thời gian này.
Các bài hát của ông thường rất sinh động, có nhiều câu ca dao thành ngữ khiến cho bài hát gần gũi, dễ nghe đối với khán giả. Phần lớn ca ngợi vẻ đẹp con người và vùng đất Nam Bộ, số còn lại viết về tình yêu đôi lứa. Ông cho biết chỉ viết được vài chục bài nhưng mỗi ca khúc viết ra đều thể hiện được điều muốn gửi gắm. Ông tâm đắc nhất với hai ca khúc "Mùa mưa đi qua" và "Mưa đêm tỉnh nhỏ" vì nó thể hiện được tâm trạng, tiếng lòng thời trai trẻ và làm sống lại kỷ niệm về những cuộc tình trong quá khứ vẫn luôn hiện hữu.
| “           | Từ những cánh đồng lúa mênh mông, những dòng sông, bến nước - tôi bước vào đời với tiếng ru ngọt ngào, điệu lý câu hò thắm đẫm tình quê. Đó chính là lý do tại sao những bài hát của tôi mang đậm sắc thái dân ca Nam Bộ. | ” |
| — Hà Phương | |   |

Nhiều tác phẩm của Hà Phương đã được khán giả người Việt cả trong và ngoài nước yêu thích khi được thể hiện bởi các ca sĩ hải ngoại nổi tiếng như Phi Nhung, Chế Linh, Hương Lan, Trường Vũ và Cẩm Ly. Hiện nay, ông đang sống tại Mỹ Tho. Năm 2019, ông từng nhập viện vì đột quỵ. Đến tháng 9 năm 2020, ông lần đầu tiên xuất hiện tại sân khấu chương trình Người kể chuyện tình sau tai biến.

## Tác phẩm
Từ trước 1975 đến nay ông sáng tác khoảng 80 ca khúc.
- Anh biết không anh[a]
- Biển trăng sao
- Bông điên điển[14][15]
- Bông lục bình[16]
- Bông mua tím
- Buồn tình hát lý mù u
- Chờ em trước cổng trường
- Chiều mưa qua sông
- Chuyện màu hoa trắng
- Chuyện tình hoa cát đằng
- Con sông tình yêu
- Dưới giàn hoa giấy
- Đã mấy mùa hoa[b]
- Đò đưa bến khác
- Đồng sâu xứ lạ[16]
- Đường khuya (1957)
- Em có nghe (1965)[c]
- Em chỉ yêu anh
- Em về miệt thứ[17][18]
- Giữa chiều đô thị
- Hai khung trời thương nhớ
- Hai lần yêu[d]
- Hai sắc hoa Tigôn[e]
- Hẹn nhau cuối tuần
- Hương rừng Cà Mau[f][19]
- Kỷ niệm đầu xuân
- Một thời của mẹ
- Mưa đêm tỉnh nhỏ (1970)[d][20]
- Mùa mưa đi qua (1967)[g][21]
- Mùa tiễn đưa (1965)[h]
- Mưa trên cuộc tình
- Mưa qua phố vắng[22]
- Mắt buồn như hỏa châu đêm (1968)
- Ngày chia tay (1961)
- Ngõ lời yêu nhau
- Nhớ đất quê[23]
- Nhật ký mùa đông
- Qua mùa phượng vĩ[i]
- Song buồn khép kín mắt người yêu
- Tâm sự hằng đêm
- Thương nhau cho trọn[d]
- Trăm năm hạnh phúc
- Trăng rơi tuyến đầu
- Trăng sáng miền địa đầu
- Tình biển
- Tình mùa hoa phượng
- Tình trong mưa
- Tiễn em ngày cưới
- Về Tiền Giang quê em[d]
- Vùng trời không khói lửa
- Xuân về rồi đó em

## Đời tư
Hà Phương từng có mối quan hệ với nữ ca sĩ Ngọc Lan. Cả ba bài hát nổi tiếng của ông về mưa đều lấy cảm hứng từ cuộc tình này. Tuy nhiên cả hai đã chia tay sau 10 năm bên nhau. Vợ ông hiện tại là bà Huỳnh Thị Bé Ba, một người bạn của ca sĩ Ngọc Lan. Trong chương trình Solo cùng Bolero, nữ thí sinh Trịnh Thanh Thảo cho biết trong một lần tình cờ, cô đã được nhạc sĩ Hà Phương phát hiện giọng hát và nhận làm con nuôi.